# متئو دوتو
متئو دوتو (انگلیسی: Matteo Duțu؛ زادهٔ ۲۳ نوامبر ۲۰۰۵) بازیکن فوتبال اهل رومانی است که در حال حاضر برای میلان فوتورو در پست مدافع بازی می‌کند.
وی همچنین در تیم‌های ملی فوتبال زیر ۱۷ سال، زیر ۱۹ سال، زیر ۲۰ سال و زیر ۲۱ سال رومانی بازی کرده است.